# Simulium lourencoi
Simulium lourencoi es una especie de insecto del género Simulium, familia Simuliidae, orden Diptera.
Fue descrita científicamente por Py-Daniel, 1988.